# Endless Summer (Oceana)
Endless Summer è un brano musicale della cantante Oceana, pubblicato nel 2012 e scelto come inno ufficiale del campionato europeo di calcio 2012. Il brano contiene un campionamento del singolo del 2011 Mr. Saxobeat di Alexandra Stan e utilizza un sample di Blaue Moschee del gruppo tedesco Die Vögel.

## Video musicale
Il video musicale del singolo Endless Summer è stato pubblicato sul canale YouTube il 4 maggio 2012 ed è stato girato nella città di Varsavia, capitale della Polonia, davanti allo Stadio nazionale e nel centro storico. Ma, nello stesso anno, si sono girate scene anche sulle spiagge della Giamaica, in Francia e in Spagna. Il video mostra, inoltre, alcune riprese delle città ospitanti del torneo, con i loro rispettivi stadi, e si alterna con immagini dei passati Europei, tra cui azioni da goal e momenti storici.
Le riprese si concludono con Oceana che canta a cappella accerchiata da un nugolo di ragazzi festanti, venuti da tutta la Polonia per le riprese.

## Tracce
1. Endless Summer (Video version) – 3:11
2. Endless Summer (Single mix) – 3:30
3. Endless Summer (Reggae version) – 3:40

Europa
1. Endless Summer (Main version) – 3:18
2. Endless Summer (Radio mix) – 3:32
3. Endless Summer (UEFA remix) – 4:53

## Classifiche
| Classifica (2012)    | Posizione massima |
| -------------------- | ----------------- |
| Austria              | 17                |
| Belgio (Fiandre)     | 34                |
| Belgio (Vallonia)    | 33                |
| Germania             | 5                 |
| Italia               | 2                 |
| Greece Digital Songs | 8                 |
| Paesi Bassi          | 93                |
| Polonia              | 1                 |
| Repubblica Ceca      | 34                |
| Romania              | 23                |
| Russia               | 11                |
| Spagna               | 28                |
| Svizzera             | 6                 |
| Ucraina              | 8                 |
| Ungheria             | 18                |

### Classifiche di fine anno
| Classifica (2012) | Posizione |
| ----------------- | --------- |
| Polonia           | 22        |
| Russia            | 15        |